# Sjökumla missionshus
Sjökumla missionshus är en kyrkobyggnad i Västra Stenby, Motala kommun. Kyrkan var från början ansluten till Svenska Missionsförbundet. Kyrkan tillhör numera Equmeniakyrkan.

## Historia
Den nuvarande kyrkan började byggas i mitten av 1800-talet. Den stod färdig 1863. En sal "Stora salen" tillbyggdes 1905. Mellan 1964 och 1965 fick exteriören sitt nuvarande utseende. År 2010 byggdes ingång om.

## Instrument
I kyrkan finns ett harmonium och piano.